# Chung Hom Wan
Chung Hom Wan (kinesiska: 舂坎灣, 舂坎湾) är en vik i Hongkong (Kina). Den ligger i den centrala delen av Hongkong.